# Црква Сабора Срба светитеља у Поточарима
Црква Сабора Срба светитеља у селу Поточари, насељеном месту у саставу дистрикта Брчко, припада Епархији зворничко–тузланској Српске православне цркве.

## Историјат
Црква Сабора Срба светитеља у селу Поточари је димензија 21×8,4 метара. Градња је започета у мају 2001. године према пројекту предузећа „Астра план” из Брчког, а главни пројектант је била Јармила Калко. Темеље је освештао 15. јула епископ зворничко-тузлански Василије Качавенда, а цркву 18. јула 2004. године. Иконостас у дуборезу од храстовине је израдио Драган Петровић из Београда, иконе на иконостасу је осликао Петар Билић, а цркву 2014. године Горан Пешић из Чачка. Поточарско-брезичку парохију чине део села Поточари, део села Станови и село Горњи Брезик.